# Szeder Ferenc (ejtőernyős)
Szeder Ferenc (1936–) magyar építész, ejtőernyős sportoló. Beceneve: Szudró.

## Életpályája
1958 óta ejtőernyőzik. Első oktatója Somogyi István ejtőernyős volt. 1961-től részt vett a magyar válogatott valamennyi külföldi versenyén. 1964 és 1968 között a sportejtőernyős válogatott csapatkapitánya volt. 2013-ban 2716 ejtőernyősugrással rendelkezik.

## Sportegyesületei
- A Budapest IX. kerületi Ejtőernyős Klub oktatója, 1961-napjainkig
- Budapesti Repülő Klub (KRK),

## Sporteredmények

### Világbajnokság
- A VII. Ejtőernyős Világbajnokságot 1964. július 30. és augusztus 16. között NSZK Leutkirch városában, az Allgäu repülőterén rendezték, ahol a magyar férfi válogatott további tagjai: Hüse Károly, Samu Ferenc, Ullaga András és Nagy Ferenc voltak.
  - az 1000 méteres férfi csoportos célba ugrás csapatunk az 5. helyet szerezte meg,
- A VIII. Ejtőernyős Világbajnokságot 1966. július 26. és augusztus 5. között NDK-ban, Lipcsében rendezték, ahol magyar férfi válogatott további tagjai: Hüse Károly, Pataki László, Samu Ferenc és Ullaga András volt.
  - az 1000 méteres egyéni célba ugrásban az 5. helyet szerezte meg,
  - az 1000 méteres férfi csoportos célba ugrás csapatunk az 5. helyet szerezte meg,
- A IX. Ejtőernyős Világbajnokságot 1968. augusztus 12. és augusztus 25. között Ausztria, Grazban rendezte, ahol a magyar férfi válogatott további tagjai: Hüse Károly, Kovács József, Varga József és Nemecz István voltak.

### Magyar bajnokság
- A VIII. Magyar Ejtőernyős Nemzeti Bajnokságra 1961. augusztus 26. és szeptember 1. között került sor Hajdúszoboszlón, ahol
  - az 1000 méteres célbaugrás országos bajnoka,
- A IX. Ejtőernyős Nemzeti Bajnokságot 1962. szeptember 9. és szeptember 19. között tartották Hajdúszoboszlón, ahol
  - az 1500 méteres kombinált ugrás ezüstérmese,
  - az egyéni összetett férfi országos bajnokság ezüstérmese,
- A XI. Magyar Ejtőernyős Nemzeti Bajnokság megrendezésére 1964. szeptember 21. és szeptember 20. között Hajdúszoboszlón rendezték, ahol
  - az 1500 méteres kombinált ugrás ezüstérmese,
- A XIII. Magyar Ejtőernyős Nemzeti Bajnokságot 1966-ban rendezték, ahol
  - az 1000 méteres egyéni célba ugrás ezüstérmese,
  - az 1000 méteres csapat célba ugrás győztese, a Budapesti Repülő Klub (KRK) II. csapatának tagja,
  - a 2000 méteres stílusugrás országos bajnoka,
  - a férfi egyéni összetett verseny országos győztese,
- A XIV. Magyar Ejtőernyős Nemzeti Bajnokságra 1967. július 23. valamint július 30. között került sor Miskolcon, ahol
  - az 1000 méteres csapat célba ugrás győztese, a Budapesti Repülő Klub (KRK) I. csapatának tagja,
  - a 2000 méteres férfi stílus ugrás ezüstérmese,

### FAI minősítése
- 1966-tól FAI "F" kategória (két gyémántos ejtőernyős)
- A jelenlegi rendszerben a legmagasabb FAI "D" fokozattal rendelkezik.

## Ejtőernyős ugrásra használt légijárművek

### Repülőgépek
- An-2 (57.05.21.), Po-2 (58.10.22.), Li-2 (59.08.20.), Otter (64.07.30.), Pzl-101 (69.10.19.), Pzl-104 (81.05.22.), L-410 (89.07.28.), Cesna-152 (93.08.20.), Cesna-206 (96.10 26.), Dornier-28 (97.04.16.), Cesna-182 (2000.10.22.), Utva-66 (2002.06.08.) Britten Normen (2004. 03. 19.), Pilátus Porter (2006.09.09.

### Vitorlázó repülőgép
- Bocián (88.06.12. lupingból)

### Forgószárnyas (helikopter)
- Mi-4 (67.05.19. éjszaka), Mi-8 (71.08.17.), Mi-6 (84.05.26.) Mi-2 (84.09.12.) Mi-17 (99.08.07.)

### Motoros sárkányrepülők
- Hlamot-Denevér (83.11.07. A Világon elsőként.) Rotax-Denevér (84.08.19.), Vadlúd-Rotax (84.11.03.), Apolló (98.05.27.) Apolló-1200 (85.07.27.), Apolló-CX (85.08.16.)

### Hőlégballon
- AX-7 (84.11.07)

## Az ugrásokra használt ejtőernyők típusai

### Tartalék ejtőernyők
- PZ-41-A (1958), 52. M. (1959), DC (1961), PZK-51 (1962), PZS-57 (1964), BE-2(1965), PZS-62 (1968), BE-7 (1970), BE-8/S (1982 beugrásnál háton), BE-8/a(1973), SZ-73(1981), Mecsek-3 K(1985), Mecsek-3 K rés(1985), ZVP-65 (új hajtogatás, kísérleti 1985), SP-6 (1993.), PZ-81 (háromszög 1995), Swift Plus 175 (1996), Quick 180 (2004.12. 05)

### Pilóta mentőejtőernyők
- 52.M.ülő(1960), ZL-55 (1960), 52.M.hát(1961), RE-5(1982), ZL-62(1982), PL-58 (1982), SZ-4 (1983), SZ-5 K/2.ülő (1983), Para-cushion (1983), RE-5/3 (1983).

### Fő ejtőernyők
- 49.M.bk. (1958), 51.M.bk. (1958), PD-6 R 48 (1958), 51.M.kézi (1959), PT-1-2 (1959), T-2 (1961), Conquistador (1962), PD-47 (szögletes 1963), Zenit (Szeder kísérlet 1964), T-4 (1964), RL-3/2 (1965), Paracomander (1965), Crossbow (tandem Paracomander1966), D-1-8-M.(1967), Z-1(1967), PTCH 7 (1968), RS-4/3 (1972), PTCH-8 (1972), UT-15 (1974), RL-10 (1978),Strato-Star (1980), RS-3 (1981), Po-9 (1981), RS-4/4 (1982), Crossbow Claud (tand.1983), RS-8/A (stabilizátorral 1984), Para-Foil (Centaurus tand.1984), Strato-Cloud (1984), RL-12 (1986), RL-16 (1990), Pursuit-230 (1992), Turbo ZX 165 (1996), Raider (2000), Swift (2000.), Robo-Z 205 (2002), Zenit 250 (2003), Zf-2 (2006).

## Írásai
- Ejtőernyős könyv – 1996, Műszaki Könyvkiadó Kft.